# Eriococcus henryi
Eriococcus henryi är en insektsart som beskrevs av Alfred Serge Balachowsky 1930. Eriococcus henryi ingår i släktet Eriococcus och familjen filtsköldlöss. Inga underarter finns listade i Catalogue of Life.